# Cipru de Nord
Republica Turcă a Ciprului de Nord este formațiunea statală rezultată în anul 1974 în urma invadării părții de nord a Ciprului de către armata turcă. Republica Turcă a Ciprului de Nord este recunoscută pe plan internațional doar de Turcia. Recunoașterea din partea Afganistanului și Pakistanului a fost retrasă ca urmare a presiunii internaționale.

## Date generale
Această insulă a constituit un loc de confruntări între populația de origine greacă ce populează o parte a sa și minoritatea turcă. Activitatea de independență a insulei avea să înceapă încă din anul 1931 când grecii de aici au declanșat revolta ENOSIS (în greacă: Ένωσις, care în traducere ar însemna „Unire”, termen folosit din anii 1930 cu sensul de unire a Ciprului cu statul grec pentru a se desprinde astfel de sub administrația Regatului Unit al Marii Britanii).
Încă de la început, proiectul ENOSIS avea să întâmpine însă împotrivirea minorității turcești care locuia aici. Prin urmare, în anul 1943 avea să se formeze Adunarea Minorității Turcești de pe Insula Cipru, având denumirea de KATAK — de la inițiale cuvintelor turcești ce dădeau numele acestei formațiuni: Kıbrıs Adası Türk Azınlığı Kurumu.
Nemulțumit fiind de activitatea desfășurată de KATAK, Fazil Küçük împreună cu alți lideri precum Fadil Korkut, Negeati Misirlizade și Negmi Avkiran aveau să se desprindă din această formațiune și la 23 aprilie 1944 au format Partidul Național al Poporului Turc din Cipru (KMTHP, provenindde la cuvintele Kıbrıs Millî Türk Halk Partisi). În 1949 KATAK și KMTHP au fuzionat formând Uniunea Națională a Turcilor din Cipru.
La 18 octombrie 1950 a fost ales ca lider al comunității ortodoxe al grecilor din insulă arhiepiscopul Makarios al III-lea. În anul 1954 guvernul grec se adresează Națiunilor Unite susținând dreptul la autodeterminare al tuturor naționalităților care susțin în acest sens Ciprul. Acestei idei avea să i se opună Turcia și proiectul este respins de Națiunile Unite.
La 1 aprilie 1955, în insulă începe să-și desfășoare activitatea EOKA (în greacă: Εθνική Οργάνωσις Κυπρίων Αγωνιστών-Ethniki Organosis Kyprion Agoniston, însemnând Organizația de luptă națională a etnicilor Ciprioți), o organizație susținută de statul grec, care avea ca scop realizarea cât mai rapidă a proiectului ENOSIS. Georgios Grivas, un fost general al statului grec este ales în fruntea acestei formațiuni. Ca model de a acționa al acestei entități a fost luat modelul unei alte organizații cunoscute sub numele de Irgun-aceasta, organizație secretă constituită de evrei pentru a-i determina pe britanici să părăsească teritoriile Palestinei.
O dată cu constituirea acestei formațiuni încep disputele între grecii care susțineau activitatea ENOSIS și cei care erau anti ENOSIS, iar la 29 august, la Londra, are loc o întâlnire cu reprezentanții statului grec la care este invitată să participe și Turcia. La 15 octombrie avea să ia naștere formațiunea denumită Organizația de Rezistență a Turcilor (prescurtat TMT: Turk Mukavemet Teskilati). Scopul organizației era de a proteja viața și bunurilor turcilor din Cipru, de a împiedica evacuarea turcilor din insulă și de a avea relații bune cu Turcia.
În 1958, planul MacMillan prevedea ca Ciprul să continuie să rămână parte componentă a Regatului Unit Al Marii Britanii, însă Turcia și Grecia se opun. În 1960 avea să se formeze Republica Ciprului, dar fără ca această uniune să reziste, întrucât statul grec a dorit să alipească insula și să realizeze unirea. Începând cu anul 1967 au fost reluate atacurile grecilor din insulă. 15 mii de soldați greci aveau să ocupe acest teritoriu. Pentru a împiedica  acest lucru în anul 1974 trupele turcești debarcă și ele în Cipru ocupând partea de nord pentru a proteja astfel minoritatea turcă de aici.